# Saturnia abeli
Saturnia abeli är en fjärilsart som beskrevs av Gschwandner. 1923. Saturnia abeli ingår i släktet Saturnia och familjen påfågelsspinnare. Inga underarter finns listade.